# Spaniocentra uniplaga
Spaniocentra uniplaga là một loài bướm đêm trong họ Geometridae.